# My Name Is Bruce
My Name Is Bruce ist eine US-amerikanische Horrorkomödie von Bruce Campbell, in der er auch selbst die Hauptrolle spielt. Der Independentfilm erschien 2007 und ist gespickt mit vielen Insider-Gags.

## Handlung
Jeff, ein absoluter Bruce-Campbell-Fan, fährt mit seinem Kumpel auf einen alten chinesischen Friedhof außerhalb der kleinen Minenstadt Gold Lick (Oregon). Dort wollen sie 'einen wegstecken' und haben sich dazu mit zwei Mädchen verabredet. Jeff entfernt ein magisches Amulett und lässt so Guan-Di, einen chinesischen Dämon frei. Guan-Di tötet seine Begleiter, doch Jeff kann entkommen. Er entschließt sich, seinen großen Helden Bruce Campbell zu rufen, der dem Dämon den Garaus machen soll.
Bruce Campbell dreht gerade den B-Movie Cavealien 2 und befindet sich auf einem absoluten Karrieretief. Seine Frau hat ihn verlassen und lebt mit seinem Manager zusammen und in den Medien wird berichtet, er habe seit Jahren schon keinen Film mehr gedreht. Jeff, den er für jemanden hält, der ihm ein Exposé andrehen will, weist er zunächst ab. Es gelingt Jeff jedoch, Bruce zu überwältigen und nach Gold Lick zu bringen.
Dort angekommen hält Bruce alles für eine große Geburtstagsüberraschung und spielt mit. Auf einer Rathausversammlung bekommt er die Hintergründe erklärt: Guan Di, der Beschützer der chinesischen Toten und des Tofus ist zurückgekehrt, um den Tod von 100 chinesischen Minenarbeitern zu rächen. Er wird keine Ruhe geben, bis auch der letzte Nachfahre der damaligen Minenbesitzer tot ist. Das ist tragisch, da die ganze Gemeinde auf Inzest beruht. Bruce, sichtlich gelangweilt, amüsiert sich anschließend in einer Kneipe und lässt sich hofieren. Er bändelt mit Jeffs Mutter Kelly an und wird dann bei Einbruch der Nacht zum Einsatz gerufen. Als er merkt, dass der Dämon echt ist, nimmt er Reißaus und kehrt in seinen Wohnwagen zurück, wobei er alle Einwohner, die ihn bei der Jagd unterstützt haben, im Stich lässt.
Als er zum Geburtstag eine Prostituierte von seinem Manager geschenkt bekommt, erhält er einen Anruf von Jeff. Die feige Flucht von Bruce hat ihm gezeigt, dass er als Verantwortlicher den Mut aufbringen muss, alleine gegen den Dämon ins Feld zu ziehen. Bruce’ schlechtes Gewissen plagt ihn und er lässt sich von der Prostituierten zurück nach Gold Lick fahren. Dort angekommen ist Jeff schon in die Schlacht gezogen. Seine Mutter ist gerade dabei, die gesammelten Fanartikel von Bruce zu verbrennen. Schnell eilen sie zum alten Friedhof und unterstützen ihn. Sie finden heraus, dass Guan-Di als Beschützer des Tofus alle verschont, die dieses Nahrungsmittel bei sich tragen. Bruce lockt den Dämon in die Mine und stellt dort einen Pappaufsteller von sich auf. Das Lockmittel reicht jedoch nicht aus und so beschließt Bruce sich zu opfern. Er kämpft mit dem Dämon, während Jeff und Kelly Dynamit zünden. Bruce überlebt die Explosion und bringt das Amulett wieder an. Der Dämon kehrt jedoch zurück und tötet alle drei…
Bruce lässt die Vorführung seines neuen Films stoppen und plädiert für ein anderes Ende. Ein kitschiges Happy End wird gezeigt, danach schlägt der Dämon wieder zu.

## Hintergrund
Das Drehbuch zu My Name Is Bruce entstand, als Mark Verheiden ein Comic namens The Adventures of Alan Ladd aus dem DC-Comics-Verlag in die Hände fiel. In diesem Comic erlebte der „echte“ Alan Ladd Abenteuer seiner Film-Alter-Egos. Verheiden hatte ziemlich schnell Bruce Campbell als Hauptdarsteller im Sinn, der ihm sein erstes Projekt Timecop ermöglicht hatte.
My Name Is Bruce entstand als Partnerschaft von Image Entertainment, Dark Horse Comics, dem Drehbuchautor Mark Verheiden und Bruce Campbell. Das Budget belief sich auf 1,5 Millionen US-Dollar. Die Dreharbeiten fanden in Medford, Oregon statt. Die Kooperation basierte auf einer Partnerschaft mit der Independent-Special-Effects-Company Landmine Entertainment, die in Medford angesiedelt ist. Die meisten Drehorte wurden mehrmals benutzt, so diente das Clubgebäude des Elk Club als Rathaus, Waffengeschäft und Kneipe. Für die Außenszenen der Stadt und den Friedhof wurde Bruce Campbells Grundstück benutzt. Die Stadt wurde eigens für den Film aus Holz errichtet.
Als Gaststars traten unter anderem Ted Raimi (in drei Rollen), Ellen Sandweiss (Tanz der Teufel), Danny Hicks (Tanz der Teufel II – Jetzt wird noch mehr getanzt) und Tim Quill (Armee der Finsternis) auf. In weiteren Cameo-Auftritten sind Sam Raimi, Regisseur der Tanz der Teufel Reihe, und Robert G. Tapert, zu sehen. Beide sind sehr gute Freunde von Campbell.
Der Film enthält zahlreiche Anspielungen auf Bruce Campbells bisherige Filmkarriere. Insbesondere die zahlreichen B-Movies werden erwähnt. Auch seine beiden Bücher If Chins Could Kill: Confessions of a B Movie Actor  und Make Love! The Bruce Campbell Way werden im Verlaufe des Films mehrmals erwähnt.

## Kritiken
Insgesamt wurde der Film eher mittelmäßig bewertet. Zwar lobten viele Kritiker die Idee des Films, doch das Resultat blieb hinter den (nach Filmen wie Bubba Ho-Tep und Armee der Finsternis) hochgesteckten Erwartungen zurück.

„Dem normalen Zuschauer wird, sofern er einen gewissen Trashgehalt akzeptiert, mit „My Name is Bruce“ eine ordentliche Komödie mit einem genialen Hauptdarsteller geboten, deren Gag-Trefferquote aber gerne etwas höher ausfallen hätte können. Für Bruce-Campbell-Fans ist ein Kinobesuch hingegen Pflicht, weshalb es für diese auch nur ein Fazit geben kann: Hail to the king!“

„Einfach herrlich. Der Film beginnt munter mit einigen schönen Splatterszenen auf dem Friedhof. Doch die sind nicht zum Fürchten da. Eins, zwei, drei und schon bleibt von den Teenagern nur noch Jeff, der sich bereits vorher als totaler Bruce Campbell Fan outet. (...) Flott, witzig und unkompliziert – ein Muss für Fans des einzig wahren Bruce.“